# Aktive Demokratie direkt
Aktive Demokratie direkt (Zusatzbezeichnung: Politik online; Kurzbezeichnung: ADd) war eine deutsche Kleinpartei.
Die Partei wurde am 5. August 2011 in Gernsheim gegründet. Sie trat zur Landtagswahl in Hessen 2013 mit einer Landesliste an und erzielte 4.498 Zweitstimmen (0,1 %).